# Haus Schafhausen

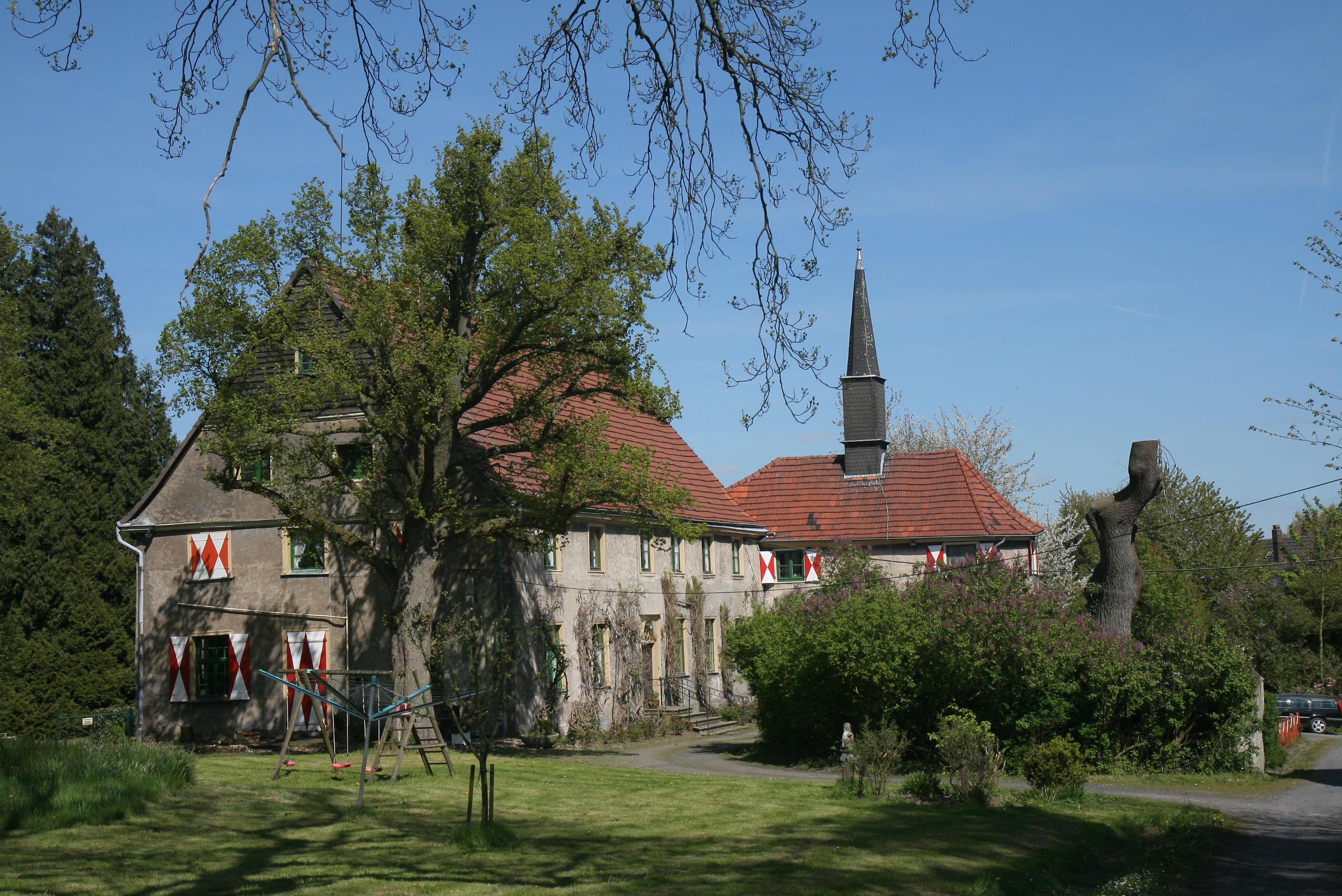
Haus Schafhausen (2016)

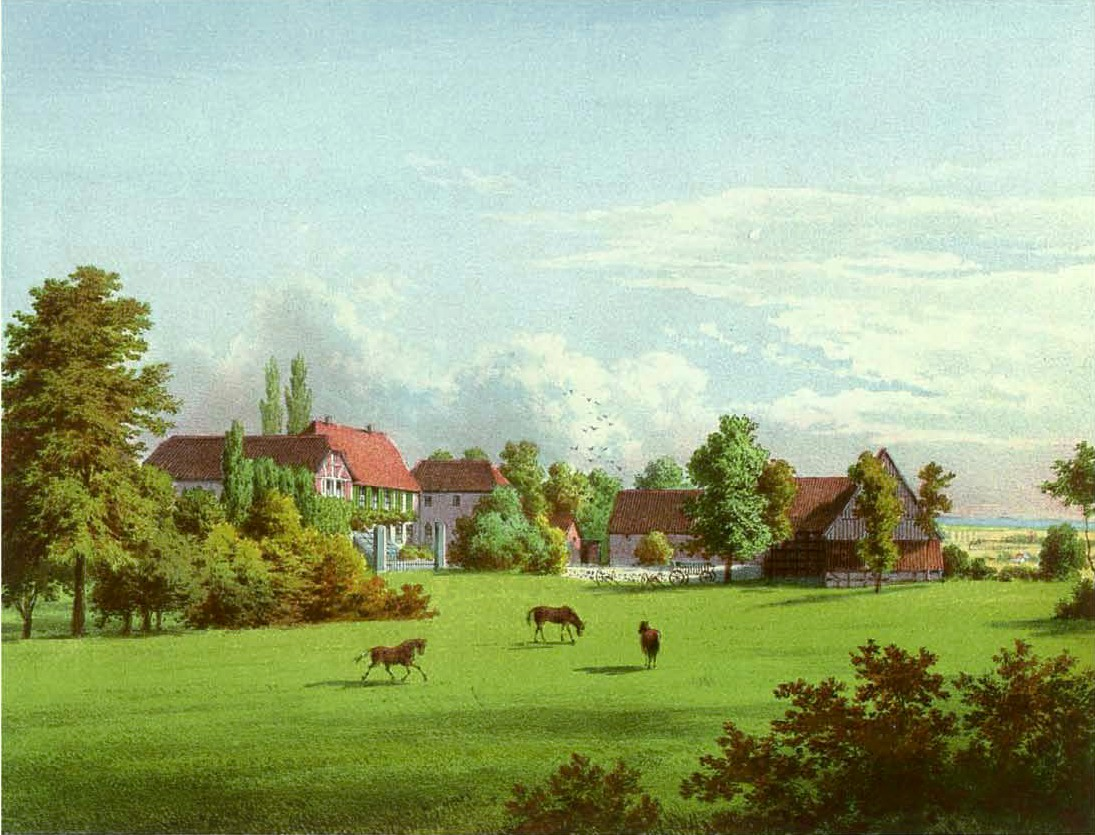
Haus Schaffhausen um 1860, Sammlung Alexander Duncker

Haus Schafhausen (auch: Schaffhausen) ist ein Gutshof bei Werl in Westfalen. Das Anwesen liegt im Ortsteil Schlückingen der Gemeinde Wickede (Ruhr).

## Geschichte
Die ersten Besitzer des Gutes waren die Herren von Schaephuisen, Vasallen der Dynasten von Bilstein. In einer Urkunde soll Johann von Bilstein (1284–1290; † 1300), kölnischer Marschall von Westfalen, Ludwig von Schaffhausen mit der Vogtei der Güter zu Schaffhausen belehnt haben. F. J. Mehler schreibt über dieses Gut in "Aus der Geschichte der Stadt Werl" 1891:

„Schaffhausen, ein Lehen des Probstes zu Meschede – gehörte bis in das 17. Jrh. hinein der gleichnamigen Familie ‚von Schaephuisen‘. Diese werden unter den Burgmännern von Werl genannt: 1426 Elmerich von Schaephuisen, 1370 und 1382 Wilhelm von Schaephauisen.“

Weitere Besitzer aus diesem Geschlecht waren:
- 1549 Wilhelm von Schafhausen (Schaephuisen), Sohn des Friedrich von Schafhausen.
- 1593 Wennenmar Sonntag von Schafhausen
- 1593 Johann von Laer (Lehr) zu Schwitten als Vormund von Sonntags Schwester und Brüdern,

1631 erlosch der Mannesstamm dieses alten Geschlechts mit dem Ritter Wennemar Sonntag von Schaffhausen, der in Münsterische Gefangenschaft geraten war und in Rheine hingerichtet wurde.
F. J. Mehler schreibt: "Eine Stammtafel dieses seiner Zeit sehr ausgebreiteten Geschlechts bringt nach D. v. Mühler, v. Steinen. Im Jahre 1430 beurkunden die Gebrüder Peter und Johann von Schaphusen, der Stadt Werl 8 Golddukaten schuldig zu sein...". 
Hierauf fiel Schafhausen an Wilhelm von Lüdinghausen, genannt Wulff (Schwager von Wennemar), an Maria von Schaphusen und Wilhelm Rump und an die Witwe von Wennemar von Schafhausen. Die ersten drei Erben verkauften ihre Anteile an Henrich von Lüning für 6.100 Reichstaler und einer Vielzahl von Naturalien verkauft haben. Die Witwe von Wennemar, Joanna von Lützenrod, verehelichte sich wieder an Bernd von Galen. Dieser verkaufte 1643 diesen Anteil ebenfalls für 1100 Reichstaler an Henrich von Lüning, welcher auch die Belehnung erhielt.
Henrich von Lüning verkaufte das Gut am 12. Juni 1656 mit Bewilligung des Landesherren an Ernst Christoph von Balke, auch von Aldenholte genannt, der am 21. Dezember desselben Jahres die Belehnung erhielt. Von ihm kam Schaffhausen an seinen Sohn Fridrich Wilhelm von Altenholte oder Balke; dessen Tochter Sophia Alexandra heiratete um 1660 den Johann Philipp von Kleinsorgen, dem Schafhausen nach dem Tode seines Schwiegervaters zufiel. 1743 erbaute Philipp Anton von Kleinsorgen das jetzige Wohnhaus. Der letzte Besitzer aus der Familie von Kleinsorgen ging 1822 nach Amerika, Friedrich Karl Josef von Kleinsorgen (* März 1788, † 1858).
Schaffhausen wurde 1833 von Friedrich Maria Georg Freyherr von Schelver, fürstbischöflich- münsterscher Major, verheiratet mit Henriette Freiin von Duderstadt, gekauft. Nach dem Tod von Friedrich Freiherr von Schelver wurde das Gut von seinen Erben an den Landwirt Wallrawe verkauft. Diese holzte die Eichenwälder ab und verkaufte sie an die Kohlenzechen im Ruhrgebiet. Danach ging das Gut durch mehrere Hände an die Familie Aurich.

## Gutsumfang
Das Rittergut Schaffhausen bildete um 1863 eine zusammenhängende Fläche von ungefähr 800 Morgen. Davon waren etwa 460 Morgen Ackerland, der Rest war hauptsächlich Eichen- und Lärchenwald.

## Personelle Zusammenhänge

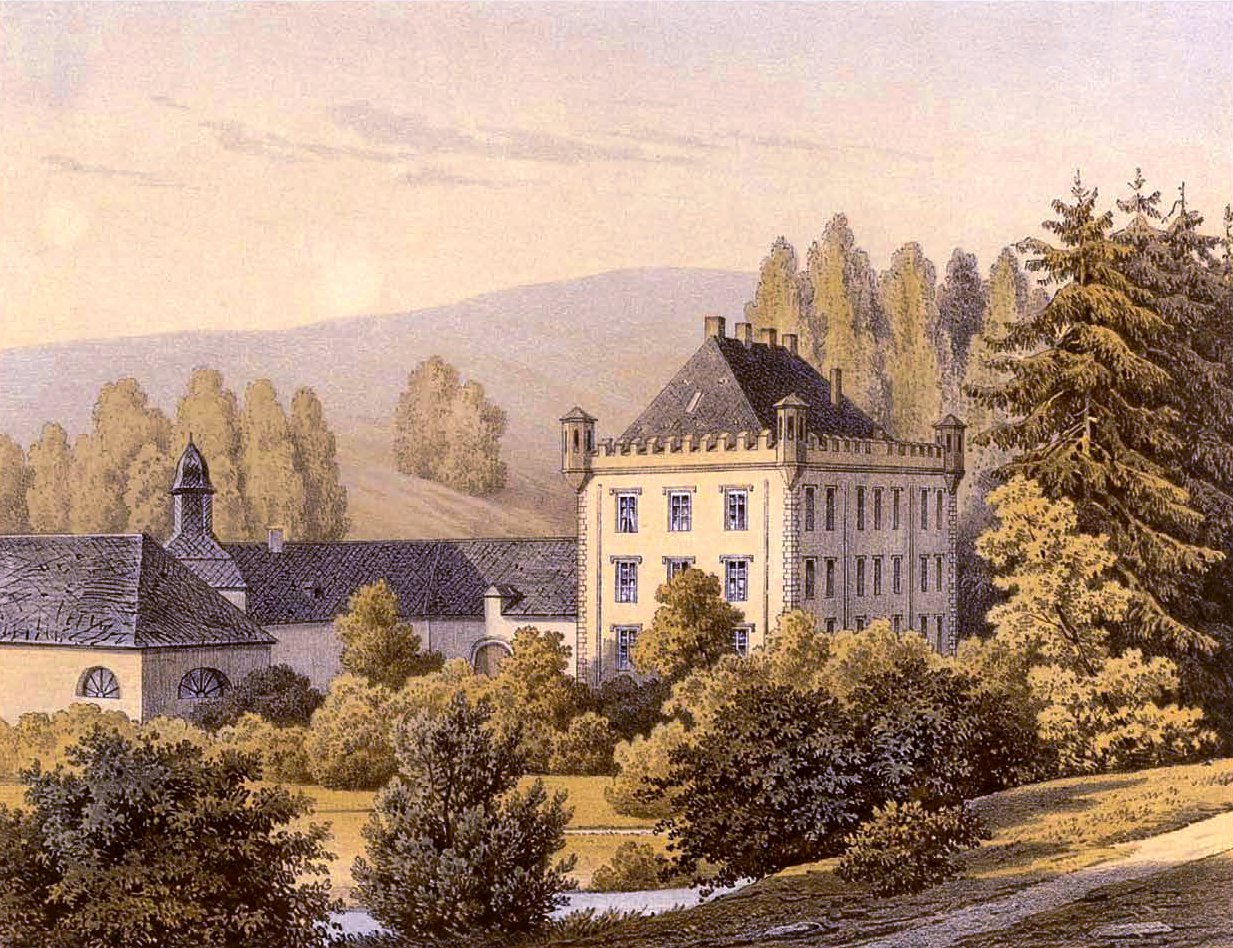
Schloss Heiligenhoven bei Lindlar, Sitz der Freiherrn von Fürstenberg, Linie Heiligenhoven
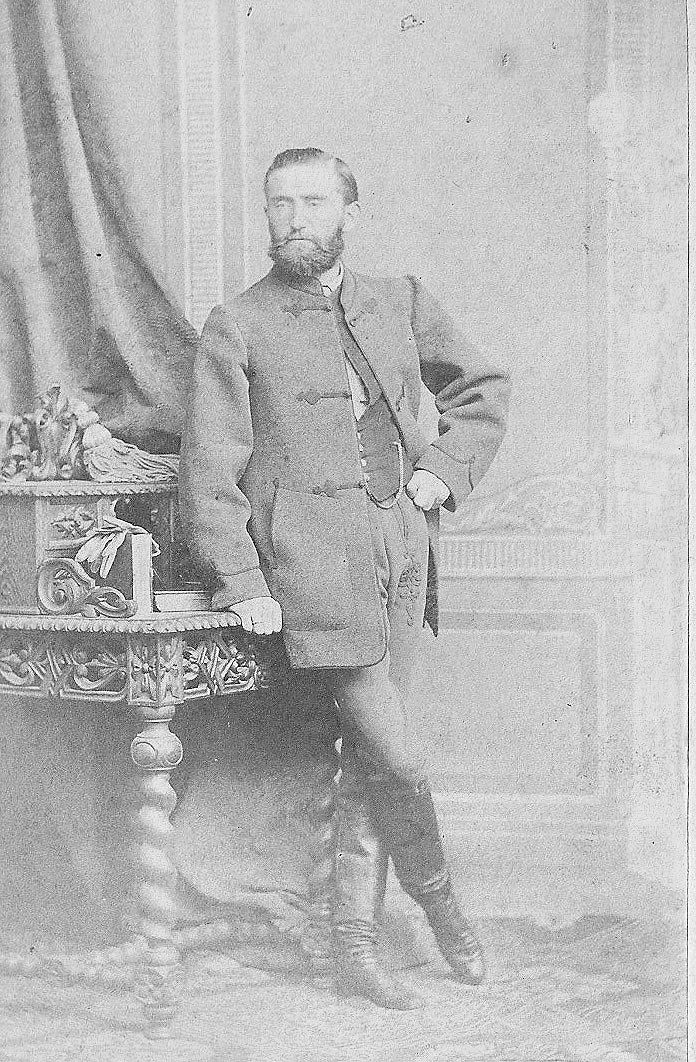
Friedrich Maria Georg Freiherr von Schelver, fürstsbischöfl. münsterscher Major, verheiratet mit Henriette von Duderstadt, aus dieser Ehe drei Töchter. Zwei heirateten die Brüder Friedrich und Ferdinand von Papen (aus der Linie Wilbring 1). Die dritte heiratete Franz Freiherr von Fürstenberg, Herr auf Schloss Heilighoven, bei Lindlar.
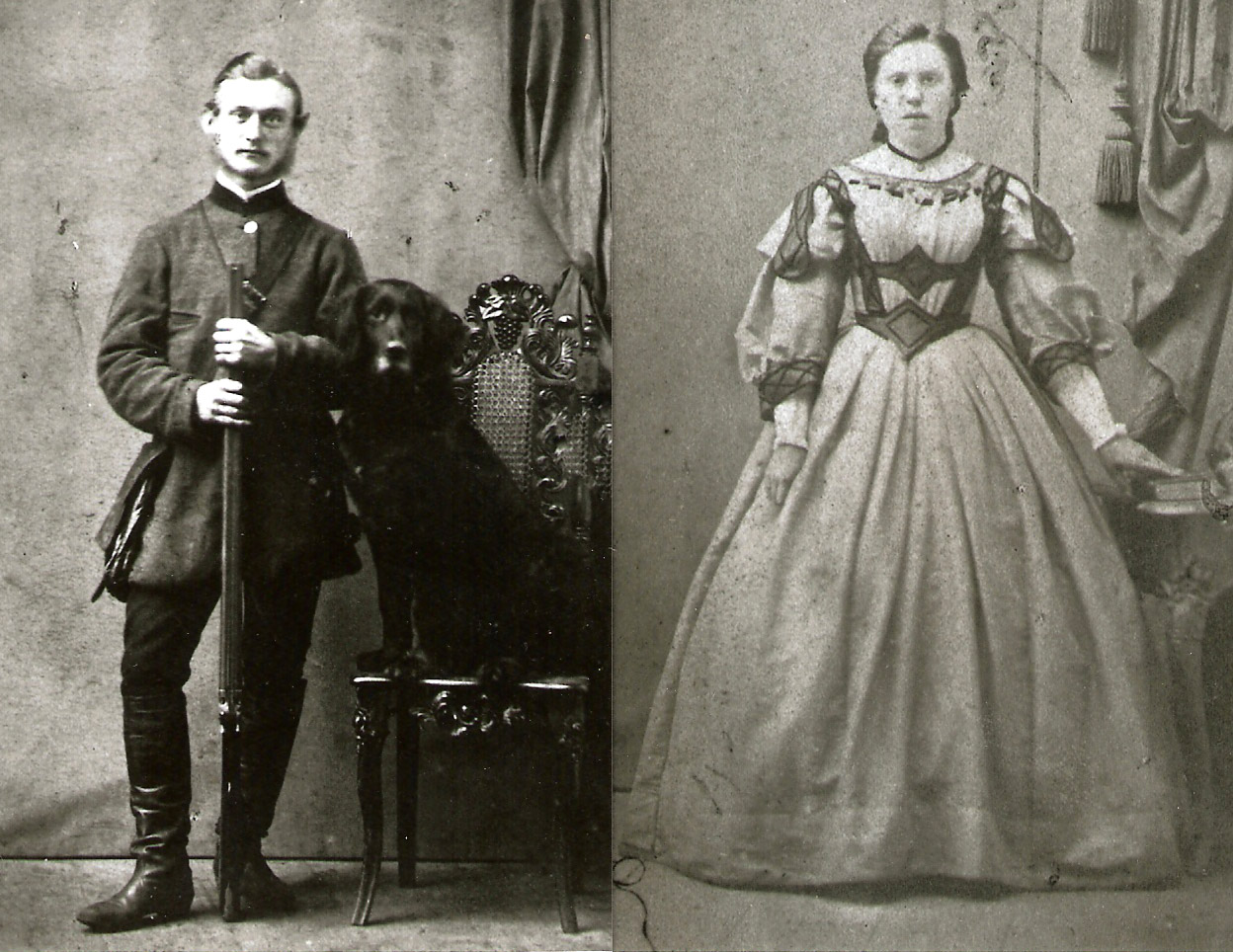
Friedrich von Papen (Wilbring 1), Herr auf Haus Himmelpforten, königl. preuß. Oberforstmeister von Niederense-Bremen b. Arnsberg, verheiratet mit Fanny Freiin von Schelver auf Haus Schaffhausen
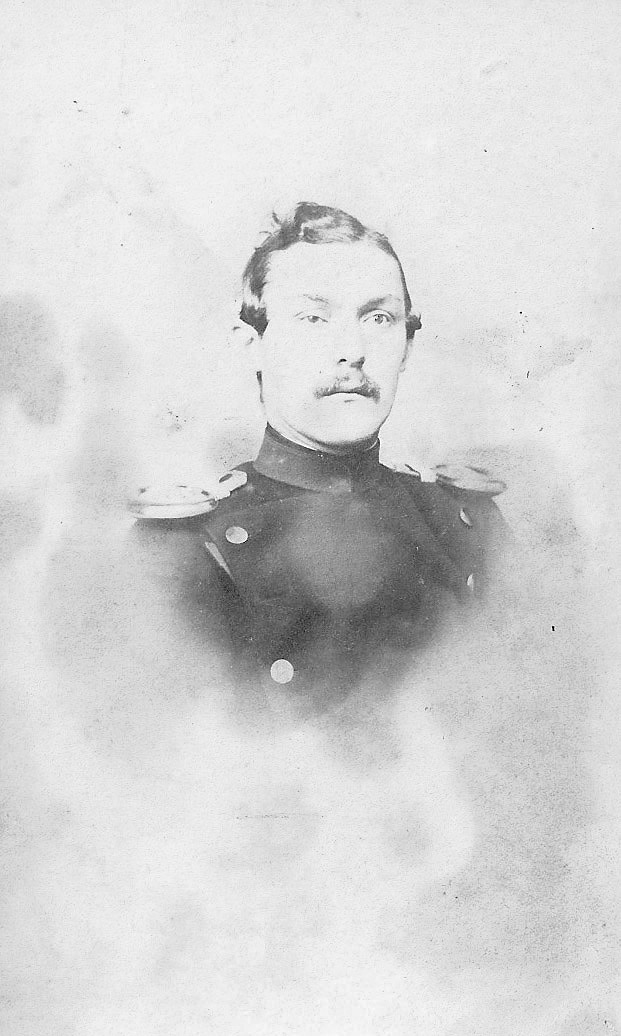
Ferdinand von Papen (Wilbring 1), Kavallerie-Leutnant, gestorben im Lazarett Rochusberg/Bingen 18. August 1870 verh. mit Maria Freiin von Schelver, Tochter von Friedrich M.G. Freiherr von Schelver auf Gut Schaffhausen b. Werl